# Sultan Azlan Shah Cup 2001
De strijd om de Sultan Azlan Shah Cup is een internationaal toptoernooi, dat jaarlijks in Maleisië wordt gehouden. Het evenement vindt geen doorgang indien Maleisië in hetzelfde jaar gastheer is van een door de FIH toegewezen toptoernooi, zoals het wereldkampioenschap of de Champions Trophy. Aan de elfde editie deden, behalve het gastland, de volgende landen mee: Australië, Duitsland, Engeland, India, titelverdediger Pakistan en Zuid-Korea.

## Uitslagen voorronde
Donderdag 2 augustus 2001
- Australië-Pakistan 5-3
- Zuid-Korea-Engeland 2-0
- Maleisië-India 2-2

Vrijdag 3 augustus 2001
- Pakistan-Zuid-Korea 2-2
- India-Duitsland 0-2
- Engeland-Maleisië 0-0

Zaterdag 4 augustus 2001
- Duitsland-Australië 6-2

Zondag 5 augustus 2001
- Maleisië-Zuid-Korea 1-4
- Australië-Engeland 1-1
- Pakistan-India 4-3

Maandag 6 augustus 2001
- Maleisië-Duitsland 5-1
- Pakistan-Engeland 4-3

Dinsdag 7 augustus 2001
- Australië-India 3-2
- Zuid-Korea-Duitsland 2-5

Woensdag 8 augustus 2001
- India-Engeland 2-1
- Pakistan-Maleisië 4-3
- Zuid-Korea-Australië  3-0

Donderdag 9 augustus 2001
- Duitsland-Pakistan 5-3

Vrijdag 10 augustus 2001
- Engeland-Duitsland 1-2
- India-Zuid-Korea 0-3
- Maleisië-Australië 1-7

## Eindstand voorronde
| Plaats | Land                | Matchen | Gw | Vl | Gl | Doelpunten | Punten |
| ------ | ------------------- | ------- | -- | -- | -- | ---------- | ------ |
| 1.     | Duitsland           | 6       | 6  | 0  | 0  | 20-8       | 18     |
| 2.     | Zuid-Korea          | 6       | 4  | 1  | 1  | 16-8       | 13     |
| 3.     | Australië           | 6       | 3  | 2  | 1  | 16-15      | 11     |
| 4.     | Pakistan            | 6       | 3  | 2  | 1  | 19-19      | 11     |
| 5.     | India               | 6       | 1  | 1  | 4  | 9-15       | 4      |
| 6.     | Verenigd Koninkrijk | 6       | 0  | 2  | 4  | 6-11       | 2      |
| 7.     | Maleisië            | 6       | 0  | 2  | 4  | 8-22       | 2      |

## Uitslagen eindronde
Zondag 12 augustus 2001

### Plaats 5
- India-Engeland 2-0

### Plaats 3 (troostfinale)
- Pakistan-Australië 2-4

### Finale
- Duitsland-Zuid-Korea 3-2

## Eindrangschikking
| Plaats | Land                |
| ------ | ------------------- |
| 1.     | Duitsland           |
| 2.     | Zuid-Korea          |
| 3.     | Australië           |
| 4.     | Pakistan            |
| 5.     | India               |
| 6.     | Verenigd Koninkrijk |
| 7.     | Maleisië            |